# Relaciones Corea del Norte-Ucrania
Las relaciones entre Corea del Norte y Ucrania son las relaciones exteriores bilaterales entre la República Popular Democrática de Corea y Ucrania. Las relaciones se suspendieron en julio de 2022 debido al reconocimiento por parte de Corea del Norte de las autoproclamadas República Popular de Donetsk y República Popular de Lugansk en el este de Ucrania.

## Historia
Las relaciones bilaterales se establecieron el 9 de enero de 1992. La embajada de Corea del Norte en Moscú también estaba acreditada ante la recientemente independizada Ucrania. Ucrania fue acreditada ante Corea del Norte a través de la embajada en Pekín. En 1998, Corea del Norte cerró su embajada en Kiev (así como varias otras embajadas) debido al presupuesto severamente reducido del país después del colapso del Bloque del Este.
Antes de la invasión rusa de Ucrania en 2022, los científicos y empresarios ucranianos ayudaron al programa nuclear de Corea del Norte trabajando directamente o suministrando tecnología al país.

## Guerra ruso-ucraniana
En 2017, Corea del Norte reconoció a Crimea como parte de la Federación de Rusia. Debido a que esto ocurrió en un momento en que las relaciones bilaterales entre Corea del Norte y el Estados Unidos de Donald Trump se estaban descongelando, Ucrania no respondió con firmeza.
El 13 de julio de 2022, Ucrania anunció la ruptura de relaciones diplomáticas con Corea del Norte debido a su reconocimiento de la independencia de las prorrusas repúblicas populares en territorio de los óblasts de Donetsk y Lugansk. Antes de la ruptura de relaciones diplomáticas, otras relaciones políticas y económicas ya habían sido congeladas debido a las sanciones impuestas contra el país del este asiático.
En octubre de 2024, surgieron informes de que soldados del Ejército Popular de Corea estaban siendo entrenados en el extremo oriente ruso, lo que confirmó afirmaciones anteriores del Servicio de Inteligencia Nacional (NIS) de Corea del Sur de que 1.500 tropas norcoreanas habían sido enviadas para entrenamiento militar, posiblemente para ser desplegadas en el frente ucraniano. Los soldados fueron filmados recibiendo uniformes y equipo en un campo de entrenamiento, e imágenes adicionales mostraron su llegada cerca de la frontera de Rusia con China.

## Comercio
En 2020, Ucrania exportó US$ 7.710 hacia Corea del Norte. Por otro lado, Corea del Norte exportó 55.500 dólares a Ucrania, siendo sus principales exportaciones principalmente poliacetales.